# Землетрясения на Аляске (2010)
Землетрясение магнитудой 4,6 произошло 7 апреля 2010 года в 16:19:15 (UTC) на южной Аляске (США), в 5,7 км к юго-юго-западу от Медоу-Лейкс. Гипоцентр землетрясения располагался на глубине 35,3 километров. Интенсивность землетрясения составила V по шкале Меркалли.
Землетрясение ощущалось в населённых пунктах: Анкоридж, Чуджиак, Игл-Ривер, Форт-Ричардсон, Гирдвуд, Палмер, Уасилла, Уиллоу, Купер-Лендинг, Индиан, Кенай, Мус-Пасс.
В результате землетрясения сообщений о жертвах и разрушениях не поступало.

## Повторные землетрясения
| - Карта сейсмической активности 8 июля 2010 года - Карта сейсмической активности 25 сентября 2010 года |

8 июля 2010 в этом же регионе, в 25,4 км к западу-северо-западу от Уиллоу произошло землетрясение магнитудой 4,8. Подземные толчки ощущались в Анкоридже, Уиллоу, Чуджиак, Игл-Ривер, на военной базе Эльмендорф-Ричардсон, Форт-Ричардсон, Гирдвуд, Палмер, Скуэнтна, Стерлинг, Талкитна, Траппер-Крик, Уасилла, Сьюард, Солдотна, Кантуэлл, Купер-Лендинг, Кенай, Валдиз. В результате землетрясения сообщений о жертвах и разрушениях не поступало.
25 сентября 2010 года в 12:05:59 (UTC) на глубине 83,8 км произошло землетрясение магнитудой 5,4. Его эпицентр находился в центральной Аляске, в 54,1 км к северо-востоку от посёлка Чейз. Подземные толчки ощущались в населённых пунктах: Кантуэлл, Талкитна, Траппер-Крик, Анкоридж, в национальном парке Денали, Игл-Ривер, на военной базе Эльмендорф-Ричардсон, Гленналлен, Хили, Ненана, Палмер, Чуджиак, Делта-Джанкшен, Фэрбанкс, в Форте Уэнрайт, Гирдвуде, Валдиз, Уасилла, Уиллоу, Коппер-Сентер, Эстер, Гакона, Мус-Пасс, Норт-Пол, Сьюард, Солдотна. Сообщений о жертвах и разрушениях не поступало.

## Тектонические условия региона
Дуга Алеутских островов простирается примерно на 3000 км от залива Аляска до Камчатского полуострова. В этом регионе Тихоокеанская плита погружается в мантию под плиту Северной Америки. Эта субдукция ответственна за формирование Алеутских островов и глубоководного Алеутского жёлоба. По отношению к неподвижной плите Северной Америки Тихоокеанская плита движется на северо-запад со скоростью, которая увеличивается примерно с 55 мм в год на восточном краю дуги до 75 мм в год вблизи её западной оконечности. На востоке конвергенция плит практически перпендикулярна границе плит. Однако из-за кривизны границы к западу вдоль дуги субдукция становится всё более наклонной к границе, а вблизи западного края дуги, в районе Ближних островов, становится параллельным островной дуге.
Зоны субдукции, такие как Алеутская дуга, являются геологически сложными и вызывают многочисленные землетрясения различного происхождения. Деформация доминирующей плиты Северной Америки приводит к возникновению мелких землетрясений в земной коре, в то время как скольжение на границе плит создает землетрясения между плитами, которые простираются от основания жёлоба до глубины 40—60 км. На больших глубинах Алеутские землетрясения происходят в пределах субдуцирующей Тихоокеанской плиты и могут достигать глубины 300 км. С 1900 года вдоль Алеутского желоба, Аляскинского полуострова и Аляскинского залива произошло шесть сильных землетрясений: M8,4 на Крысьих островах 1906 года; M8,6 на островах Шумагина (1938); M8,6 у острова Унимак (1946); M8,6 на Андреяновских островах (1957); M9,2 в проливе Принца Вильгельма (1964); и M8,7 на Крысьих островах (1965). Параллельно Алеутскому жёлобу от залива Аляска до Крысьих островов простирается цепь действующих активных вулканов.